# Kamogawa
Kamogawa è una città giapponese della prefettura di Chiba.
Sulle colline a nord-est della città si trova il Tempio Seichō-ji dove nel 1253 il monaco buddhista Nichiren ha fondato ufficialmente il Buddhismo Nichiren.